# Vierschansentoernooi 2024
Het Vierschansentoernooi 2024 was de 72e editie van het schansspringtoernooi dat traditioneel rond de jaarwisseling wordt georganiseerd. Het toernooi ging van start op 28 december 2023 met de kwalificatie in Oberstdorf en eindigde op 6 januari 2024 met de afsluitende wedstrijd in Bischofshofen. De schansspringer die over de vier wedstrijden de meeste punten verzamelde, was de winnaar van het Vierschansentoernooi. Alle wedstrijden tellen ook mee voor de individuele wereldbeker.
Het toernooi werd dit jaar gewonnen door de Japanner Ryoyu Kobayashi, die in allevier de wedstrijden op de tweede plaats eindigde. Kobayashi won eerder in 2019 en 2022 het Vierschansentoernooi.

## Programma
| Datum      | Tijd  | Plaats                 | Schans                              | Schansrecord | Detail       |
| ---------- | ----- | ---------------------- | ----------------------------------- | ------------ | ------------ |
| 28/12/2023 | 16:30 | Oberstdorf             | Schattenbergschanze (HS 137)        | 143,5 m      | Kwalificatie |
| 29/12/2023 | 17:15 | Oberstdorf             | Schattenbergschanze (HS 137)        | 143,5 m      | Wedstrijd    |
| 31/12/2023 | 13:45 | Garmisch-Partenkirchen | Große Olympiaschanze (HS 140)       | 144,0 m      | Kwalificatie |
| 01/01/2024 | 14:00 | Garmisch-Partenkirchen | Große Olympiaschanze (HS 140)       | 144,0 m      | Wedstrijd    |
| 02/01/2024 | 13:30 | Innsbruck              | Bergisel-Schanze (HS 130)           | 138,0 m      | Kwalificatie |
| 03/01/2024 | 13:30 | Innsbruck              | Bergisel-Schanze (HS 130)           | 138,0 m      | Wedstrijd    |
| 05/01/2024 | 16:30 | Bischofshofen          | Paul-Ausserleitner-Schanze (HS 140) | 145,0 m      | Kwalificatie |
| 06/01/2023 | 16:30 | Bischofshofen          | Paul-Ausserleitner-Schanze (HS 140) | 145,0 m      | Wedstrijd    |

## Resultaten

### Oberstdorf
| Uitslag | Uitslag           | Uitslag | Uitslag           | Uitslag | Uitslag |
| #       | Naam              | Land    | Sprongen          | Punten  |         |
| ------- | ----------------- | ------- | ----------------- | ------- | ------- |
| 1       | Andreas Wellinger | GER     | 139,5 m – 128,0 m | 309,3   |         |
| 2       | Ryoyu Kobayashi   | JPN     | 134,5 m – 129,0 m | 306,3   |         |
| 3       | Stefan Kraft      | AUT     | 132,5 m – 125,0 m | 298,9   |         |
| 4       | Lovro Kos         | SLO     | 123,0 m – 139,5 m | 289,7   |         |
| 5       | Marius Lindvik    | NOR     | 132,0 m – 127,0 m | 286,1   |         |
| 6       | Philipp Raimund   | GER     | 128,5 m – 135,0 m | 286,0   |         |
| 7       | Karl Geiger       | GER     | 133,5 m – 122,5 m | 285,4   |         |
| 8       | Jan Hörl          | AUT     | 123,5 m – 127,5 m | 285,1   |         |
| 9       | Peter Prevc       | SLO     | 124,5 m – 138,0 m | 282,0   |         |
| 10      | Michael Hayböck   | AUT     | 131,5 m – 129,0 m | 281,4   |         |

| Klassement | Klassement        | Klassement | Klassement |
| #          | Naam              | Land       | Punten     |
| ---------- | ----------------- | ---------- | ---------- |
| 1          | Andreas Wellinger | GER        | 309,3      |
| 2          | Ryoyu Kobayashi   | JPN        | 306,3      |
| 3          | Stefan Kraft      | AUT        | 298,9      |
| 4          | Lovro Kos         | SLO        | 289,7      |
| 5          | Marius Lindvik    | NOR        | 286,1      |
| 6          | Philipp Raimund   | GER        | 286,0      |
| 7          | Karl Geiger       | GER        | 285,4      |
| 8          | Jan Hörl          | AUT        | 285,1      |
| 9          | Peter Prevc       | SLO        | 282,0      |
| 10         | Michael Hayböck   | AUT        | 281,4      |

### Garmisch-Partenkirchen
| Uitslag | Uitslag           | Uitslag | Uitslag           | Uitslag | Uitslag |
| #       | Naam              | Land    | Sprongen          | Punten  |         |
| ------- | ----------------- | ------- | ----------------- | ------- | ------- |
| 1       | Anže Lanišek      | SLO     | 136,0 m – 137,0 m | 295,8   |         |
| 2       | Ryoyu Kobayashi   | JPN     | 137,0 m – 135,5 m | 292,6   |         |
| 3       | Andreas Wellinger | GER     | 138,0 m – 137,5 m | 291,4   |         |
| 4       | Manuel Fettner    | AUT     | 136,0 m – 138,0 m | 288,7   |         |
| 5       | Jan Hörl          | AUT     | 140,0 m – 128,5 m | 281,4   |         |
| 6       | Stefan Kraft      | AUT     | 133,5 m – 132,0 m | 276,6   |         |
| 7       | Marius Lindvik    | NOR     | 133,5 m – 133,0 m | 275,5   |         |
| 8       | Michael Hayböck   | AUT     | 136,0 m – 141,0 m | 273,6   |         |
| 9       | Peter Prevc       | SLO     | 127,5 m – 133,5 m | 272,6   |         |
| 10      | Pius Paschke      | GER     | 135,5 m – 135,5 m | 272,0   |         |

| Klassement | Klassement        | Klassement | Klassement |
| #          | Naam              | Land       | Punten     |
| ---------- | ----------------- | ---------- | ---------- |
| 1          | Andreas Wellinger | GER        | 600,7      |
| 2          | Ryoyu Kobayashi   | JPN        | 598,9      |
| 3          | Stefan Kraft      | AUT        | 575,5      |
| 4          | Manuel Fettner    | AUT        | 568,1      |
| 5          | Jan Hörl          | AUT        | 566,5      |
| 6          | Anže Lanišek      | SLO        | 562,5      |
| 7          | Marius Lindvik    | NOR        | 561,6      |
| 8          | Michael Hayböck   | AUT        | 555,0      |
| 9          | Peter Prevc       | SLO        | 554,6      |
| 10         | Pius Paschke      | GER        | 552,9      |

### Innsbruck
| Uitslag | Uitslag           | Uitslag | Uitslag           | Uitslag | Uitslag |
| #       | Naam              | Land    | Sprongen          | Punten  |         |
| ------- | ----------------- | ------- | ----------------- | ------- | ------- |
| 1       | Jan Hörl          | AUT     | 134,0 m - 127,5 m | 267,5   |         |
| 2       | Ryoyu Kobayashi   | JPN     | 128,5 m - 132 m   | 258,7   |         |
| 3       | Michael Hayböck   | AUT     | 131,0 m - 135,5 m | 254,0   |         |
| 4       | Lovro Kos         | SLO     | 135 m - 129,5 m   | 253,2   |         |
| 5       | Andreas Wellinger | GER     | 132,0 m - 126,5 m | 252,1   |         |
| 6       | Stefan Kraft      | AUT     | 123,0 m - 131,0 m | 248,3   |         |
| 7       | Anže Lanišek      | SLO     | 124,5 m - 130,0 m | 244,8   |         |
| 8       | Daniel Tschofenig | AUT     | 126,0 m - 127,5 m | 244,4   |         |
| 9       | Clemens Aigner    | AUT     | 127,5 m - 130,5 m | 242,4   |         |
| 10      | Timi Zajc         | SLO     | 123,5 m - 125,5 m | 235,7   |         |

| Klassement | Klassement        | Klassement | Klassement |
| #          | Naam              | Land       | Punten     |
| ---------- | ----------------- | ---------- | ---------- |
| 1          | Ryoyu Kobayashi   | JPN        | 857,6      |
| 2          | Andreas Wellinger | GER        | 852,8      |
| 3          | Jan Hörl          | AUT        | 834,0      |
| 4          | Stefan Kraft      | AUT        | 823,8      |
| 5          | Michael Hayböck   | AUT        | 809,0      |
| 6          | Anže Lanišek      | SLO        | 807,3      |
| 7          | Lovro Kos         | SLO        | 805,1      |
| 8          | Marius Lindvik    | NOR        | 790,0      |
| 9          | Timi Zajc         | SLO        | 783,6      |
| 10         | Clemens Aigner    | AUT        | 775,9      |

### Bischofshofen
| Uitslag | Uitslag               | Uitslag | Uitslag           | Uitslag | Uitslag |
| #       | Naam                  | Land    | Sprongen          | Punten  |         |
| ------- | --------------------- | ------- | ----------------- | ------- | ------- |
| 1       | Stefan Kraft          | AUT     | 136,5 m – 140,0 m | 288,9   |         |
| 2       | Ryoyu Kobayashi       | JPN     | 137,0 m – 139,0 m | 287,6   |         |
| 3       | Anže Lanišek          | SLO     | 134,5 m – 141,0 m | 281,8   |         |
| 4       | Manuel Fettner        | AUT     | 134,5 m – 135,0 m | 271,4   |         |
| 5       | Andreas Wellinger     | GER     | 132,0 m – 137,0 m | 267,9   |         |
| 6       | Clemens Aigner        | AUT     | 133,5 m – 131,0 m | 266,5   |         |
| 7       | Halvor Egner Granerud | NOR     | 132,0 m – 133,0 m | 265,4   |         |
| 8       | Pius Paschke          | GER     | 129,0 m – 133,5 m | 262,3   |         |
| 9       | Peter Prevc           | SLO     | 131,0 m – 135,0 m | 261,8   |         |
| 10      | Jan Hörl              | AUT     | 126,5 m – 137,5 m | 259,5   |         |

| Klassement | Klassement        | Klassement | Klassement |
| #          | Naam              | Land       | Punten     |
| ---------- | ----------------- | ---------- | ---------- |
| 1          | Ryoyu Kobayashi   | JPN        | 1145,2     |
| 2          | Andreas Wellinger | GER        | 1120,7     |
| 3          | Stefan Kraft      | AUT        | 1112,7     |
| 4          | Jan Hörl          | AUT        | 1093,5     |
| 5          | Anže Lanišek      | SLO        | 1089,1     |
| 6          | Michael Hayböck   | AUT        | 1066,9     |
| 7          | Lovro Kos         | SLO        | 1043,8     |
| 8          | Clemens Aigner    | AUT        | 1042,4     |
| 9          | Marius Lindvik    | NOR        | 1029,4     |
| 10         | Timi Zajc         | SLO        | 1026,0     |